# (Ha Ha) Slow Down
(Ha Ha) Slow Down è un singolo dell'album The Darkside Vol.1 del rapper Fat Joe. Fat Joe in questa canzone, ha collaborato con il rapper Young Jeezy